# Château de Brognon
Le château de Brognon est un manoir néo-classique situé à Brognon (Côte-d'Or), en Bourgogne-Franche-Comté.

## Localisation
Le manoir est situé au nord-est de Dijon, à l'extrémité sud-est de Brognon, en rive nord de la RD 28a.

## Historique
En 1284, Girard de Coson reçoit du duc de Bourgogne la maison de Brognon. En 1371, Jean, seigneur de Brognon hérite de son père Thibaud de la maison forte de Brognon et sa chapelle. En 1424, Agnès de Blaisy, dame de Florigny et de Brognon donne à son neveu Jean de Blaisy le château et terre de Brognon. En 1564, maître Marc Fiot, chevalier de l'Ordre du roi et seigneur de Tavannes, reprend la maison forte et seigneurie de Brognon.
En 1607, Nicolas de Chaumelis, receveur général des finances en Bourgogne, en rachète la moitié aux héritiers de Gaspard de Saulx, seigneur de Tavannes et maréchal de France. Le château actuel est construit sur l'emplacement du précédent en 1749 pour Jean Pérard, premier président au Parlement de Bourgogne.
Il est resté depuis ce temps dans la même famille[réf. souhaitée].

## Architecture
Au milieu d’un parc à l’anglaise de 50 hectares, le château actuel est un vaste bâtiment carré à un étage dont le toit couvert d'ardoises arbore une série de chiens-assis dominant un fronton sculpté et un escalier monumental. Outre de magnifiques salles, on note de vastes caveaux pourvus de cheminées[réf. souhaitée].
Le domaine dispose d'imposants communs, d'un colombier et d'un grand parc à l'anglaise (photographies bienvenues par Commons).

## Valorisation du patrimoine
Les lieux servent régulièrement de cadre à divers événements comme le championnat de France de chiens de race ou encore des concerts de musique de chambre.